# Giuseppe Caravita di Sirignano
Giuseppe Caravita, Principe di Sirignano (Napoli, 26 luglio 1849 – Napoli, 10 marzo 1920) è stato un imprenditore e politico italiano.
Dalla commemorazione pronunciata in Senato: "fece parte per alcuni anni con successo delle pubbliche amministrazioni; fu dal 1878 al 1889 segretario nel Ministero di grazia e giustizia e più tardi capo di gabinetto del prefetto di Roma, e le sue doti d'ingegno e le sue qualità personali di gentiluomo di razza erano apprezzatissime nell'alta società della capitale.
Lasciati i pubblici impieghi, si ritirò in Napoli, ove egli, anima di artista e insieme provetto amministratore, fece sorgere il magnifico rione che ora dal suo nome si intitola".